# Svartknattane
Svartknattane är en kulle i Antarktis. Den ligger i Östantarktis. Norge gör anspråk på området. Toppen på Svartknattane är 19 meter över havet.
Terrängen runt Svartknattane är varierad. Havet är nära Svartknattane åt nordost. Trakten är obefolkad. Det finns inga samhällen i närheten.